# Anders Eby
Erik David Anders Eby, född 5 februari 1949 i Brännkyrka, är en svensk dirigent.

## Biografi
Eby studerade vid Kungliga Musikhögskolan i Stockholm 1972–1977. Han avlade kyrkomusikerexamen 1977. Han har studerat kördirigering för Eric Ericson och senare orkesterdirigering i Italien, Frankrike och USA, bland andra för Sixten Ehrling. Anders Eby var under åren 1994 till 2009 professor i kördirigering och körsång vid Kungliga Musikhögskolan. Därefter gästprofessor i detsamma vid Musikhögskolan i Piteå under hösten 2009. Anders Ebys renommé som pedagog sträcker sig även internationellt och han är ofta anlitad som föreläsare och domare vid festivaler och tävlingar utomlands. År 2011 tillträdde Eby tjänsten som professor i kördirigering vid musikhögskolan i Düsseldorf, Tyskland. 
Eby var från 1970-talets början till 2002 verksam som kyrkomusiker i S:t Johannes församling i Stockholm. Det var under den här tiden som han grundade den ensemble som sedan kom att bli hans eget instrument, Mikaeli kammarkör. Eby är än idag körens dirigent och konstnärlige ledare. Med Mikaeli kammarkör har han gjort många utlandsturnéer och spelat in en stor mängd skivor. Mellan 2002 och 2018 hörde kören till Adolf Fredriks församling i Stockholm.
Anders Eby är gift med musikjournalisten Maria Eby von Zweigbergk.

## Dirigent
- Mikaeli kammarkör 1970–
- S:t Johannes ungdomskör 1977–1987
- Uppsala akademiska kammarkör 1974–1983
- Pro Coro Canada 1988–1992
- Kungliga Musikhögskolans kammarkör 1994–2009
- Piteå Musikhögskolas Kammarkör 2009–2010

## Priser och utmärkelser
- 1984 – Norrbymedaljen
- 1986 – Svenska grammofonpriset för Frank Martin: Messe für Doppelchor, Ildebrando Pizzetti: Messa di Requiem
- 2010 – Årets körledare
- 2015 - HM konungens medalj 8:e storleken i Serafimerordens band[1]

## Diskografi
Med Mikaeli kammarkör om inget annat anges.
- Jubilate Musik av Fredrik Sixten
- Laudate! Musik ur Dübensamlingarna (Uppsala akademiska kammarkör)
- Jul i Adolf Fredriks kyrka
- Mångfaldsmässa & Misa Criolla
- Jean-Yves Daniel-Lesur: Le Cantique des Cantiques
- Henk Badings: Maria
- 3 Masses of the 20th Century
- Johann Sebastian Bach: Mässa i h-moll
- Andeliga sånger (tillsammans med Gösta Ohlins vokalensemble och Eric Ericsons Kammarkör)
- August Söderman: Musik ur "Marsk Stigs döttrar"
- Wilhelm Peterson-Berger: Sånger för blandad kör
- Frank Martin: Messe für Doppelchor, Ildebrando Pizzetti: Messa di Requiem
- "Över skogen, över sjön" Adolf Fredrik Lindblad: Drömmarne, Om winterqväll
- Om sommaren sköna ...
- Siegfried Naumann: Il Cantico del Sole
- Camille Saint-Saëns: Oratorio de Noël
- Kör – Mikaeli Kammarkör sjunger sakralt
- Dagen skimrar i gräset Musik av Olov Olofsson
- Svenska psalmer